# Menschenrettung
Die Rettung von Menschen umfasst die medizinische und die technische Rettung von Menschen aus lebensbedrohlichen Lagen. Sie ist zentrale Aufgabe der staatlichen Sicherheitsbehörden und von Organisationen mit einem Sicherheitsauftrag.

## Verantwortlichkeit
Die Menschenrettung ist die zentrale Aufgabe aller Behörden und Organisationen mit Sicherheitsaufgaben. Sie ist vorrangiges Ziel bei allen Einsätzen. Zudem ist sie im Bereich der Arbeitssicherheit vorrangiger gesetzlicher Auftrag aller Arbeitgeber bei Unfällen.

## Begriff und Bedeutungsaspekte
Die Definition lautet:

„Retten ist das Abwenden einer Gefahr von Menschen oder Tieren durch: Lebensrettende Sofortmaßnahmen, die sich auf Erhaltung bzw. Wiederherstellung von Atmung, Kreislauf und Herztätigkeit richten und/oder Befreien aus einer lebens- oder gesundheitsgefährdenden Zwangslage (durch technische Rettungsmaßnahmen).“

Dies wurde gleichlautend festgelegt in der DIN 13050 (Begriffe im Rettungswesen, Teil 1) und DIN 14011 (Begriffe im Feuerwehrwesen und entsprechende Feuerwehr-Dienstvorschrift).
Damit lässt sich Menschenrettung (insbesondere als Unfallrettung) in zwei Felder einteilen:
- Medizinische Rettung (insbesondere mittels medizinischer Geräte und medizinischer Ausrüstung)

- Technische Rettung (unterstützt durch technische Geräte, wie z. B. hydraulischer Rettungssatz) aus einer lebensbedrohlichen Zwangslage

In den Medien wird oft der Begriff Menschenrettung und Menschenbergung gleich verwendet. Bei der Feuerwehr oder dem Rettungsdienst spricht man in Anwendung von DIN 14011 Feuerwehrwesen – Begriffe vom Retten beim Befreien von Personen oder Tieren aus einer Lebensgefahr, der sie sich nicht selbst entziehen können, und von Bergung im Zusammenhang mit Sachgütern oder toten bzw. leblosen Menschen und Tieren. Als Bergung wird im Katastrophenschutz auch die Befreiung von Mensch und Tier aus einer nicht lebensbedrohlichen Lage verstanden. Bei der Seenotrettung und im Bergrettungsdienst verwendet man von alters her das Wort „bergen“, wenn man „retten“ meint.
Bei den österreichischen Feuerwehren lautet das Alarmierungsstichwort für diesen technischen Einsatz T11.

## Geschichte
Mit der Bildung von Löschmannschaften in Form von Pflichtfeuerwehren Anfang des 19. Jahrhunderts wurden auch deren Anstellung und Einübung festgelegt, in der auch die Vorgehensweise einer Menschenrettung beschrieben wurde. So hatte der Ortsvorstand eine Abteilung rüstiger Männer auszuwählen, welche „unter eigenen Anführern steht, und zum Retten von Menschen, Hausthieren und Effecten bestimmt ist“. Diese Mannschaft hatte sich mit mehreren Geräten zu versehen, um Rettungsmaßnahmen durchzuführen. Beispielsweise erließ die herzoglich-nassauische Regierung im November 1826 eine diesbezügliche Verordnung für ihr Herrschaftsgebiet.

## Rettungsbereiche
In den Ländern und Regionen sind Rettungsaufgaben unterschiedlich auf Organisationen verteilt. Folgende Bereiche werden unterschieden:
- Bergrettung – in Fels, Schnee, Eis, Lawinen
- Combat Search and Rescue – militärische, bewaffnete Form von Such- und Rettungsaktionen in Krisen- und Kriegsgebieten
- Feuerwehr – Gebäudebrand, Waldbrand, Chemieunfall, oft auch Wasserrettung
- Flugrettung – in unwegsamem Gelände, Waldbrand, Gebirge, Nottransport
- Höhlenrettung – in Höhlen, Bergwerk, Schacht
- Katastrophenschutz – bei Überschwemmung, Erdbeben, Erdrutsch, Chemieunfall
- Rettungstauchen – Wassersportunfälle, Vermisstensuche
- Seenotrettung – auf hoher See und an Küsten
- Wasserrettung – in Seen, Flüssen, Canyons

## Konkrete Rettungsaktionen
- Rettungsaktion der Weißen Busse
- Rettungsaktion in der Riesending-Schachthöhle
- Rettungsaktion in der Tham Luang